# Тишина. Лирические поэмы
«Тишина» («Лирические поэмы») — поэтический сборник К. Д. Бальмонта, вышедший в августе 1898 году в Санкт-Петербурге

## История
Сборник «Тишина» вышел вскоре после поездки Бальмонта в Европу, в частности, в Англию, где он читал лекции по русской поэзии в Оксфорде. Впечатления от многочисленных путешествий поэта 1896—1897 годов легли в основу многих стихотворений книги («Мёртвые корабли», «Аккорды», «Пред картиной Эль Греко», «В Оксфорде», «В окрестностях Мадрида», «К Шелли»):13.
Эпиграфом к сборнику были избраны строки Ф. И. Тютчева из стихотворения «Видение»: «Есть некий час всемирного молчанья».
Сборник «Тишина» был отмечен появлением в нём новой жанрово-композиционной структуры, положившей начало традиции «скреплять» группы стихотворений в разделы, выстраивая подобие архитектурного или музыкального ансамбля. В этих разделах нет последовательного сюжета, но ощутима внутренняя, ассоциативная связь.
В стихотворениях этого периода, с одной стороны, оформился акцент на импрессионистскую импровизационность («…Поэта-импрессиониста привлекает не столько самый предмет изображения, сколько его, поэта, ощущение данного предмета. Поэтому столь характерен для импрессионистической поэзии дух импровизации. Достаточно мгновенного толчка сознания, вызванного мимолетным впечатлением, — и непосредственно, стихийно рождается образ»), с другой — возникли новые настроения; появились ницшеанские мотивы и герои: в частности, «стихийный гений», «непохожий на человека», порывающийся «за пределы предельного» и даже «за пределы — и правды и лжи»:14.

## Отзывы
Князь А. И. Урусов в письме поэту так отозвался о книге: «Сборник носит на себе отпечаток все более и более окрепшего (нужно бы иначе выразиться: крепнущего, что ли) стиля Вашего, собственного, бальмонтовского, стиля и колорита». В целом сборник был сдержанно встречен критикой. Но даже в негативных рецензиях (в частности, в «Северном вестнике») отмечалось, что «поэт владеет певучим музыкальным стихом, в котором есть своя красота»:13.